# 이브 르테름
이브 카미유 데지레 르테름(프랑스어: Yves Camille Désiré Leterme, 1960년 10월 6일 ~ )은 벨기에의 정치인이다. 2007년 6월 총선에서 승리했으나, 연정 구성에 진통을 겪게 되어 2008년 3월 20일에 뒤늦게 총리로 취임하였다. 그 후 행정부에서 사법부에 압력을 행사한 것에 대한 책임을 지고 집권 9개월 만인 12월 30일 사퇴하였다가, 2009년 11월 25일부터 2011년 12월 6일까지 총리로 재직하였다. 기독교민주당과 플람스(네덜란드어: Christen-Democratisch en Vlaams, CD&V) 소속이다.
베스트플란데런주(서플랑드르 주)의 작은 도시인 베르빅(Wervik) 출신으로 루뱅 가톨릭 대학교에서 법학을 전공하였고, 헨트 대학교에서 정치학 학사학위와 법학 석사학위, 행정학 석사학위(MPA)를 취득하였다. 회계검사원에서 감사로 근무하였으며, 1997년 하원의원이 되어 정계에 입문하였다. 1999년과 2003년 선거에 연달아 당선되면서, 정계에 널리 알려지게 되었고, 2003년 당수가 되었다. 2004년에는 당수직에서 물러나고, 플랑드르(플란데런) 지방의 총리로 선출되어, 벨기에 네덜란드어 사용지역의 지도자가 되었다. 이로써 2007년 총선거에서 정권교체를 이룰 수 있는 주역으로 기대를 받게 되어 많은 유권자의 지지를 받았고, 6월 10일 총선 결과, 그가 속한 플란데런 기독민주당은 제1당이 되었다. 이로써 그는 유력한 총리 후보로 떠올랐고, 플랑드르 지방 총리의 지위를 6월 26일 사임하였다. 그러나 과반 의석을 확보하지는 못했으므로, 다시 연립 내각 구성을 시도하여야 했다.
일단 새로운 연립 내각 형성과 관련 회담을 추진하는 데 있어 그는 7월부터 조각책임자로 지명되어 7월과 8월에 결정적인 역할을 수행하여 총리 선출 가능성이 높았다. 그러나 8월 23일 헌법 개정안 교섭이 실패하자 그는 책임을 지고 조각책임자 자리에서 물러났다. 그러나 국왕 알베르 2세는 9월 말에 다시 그를 그 직책에 임명하였다. 벨기에에서는 네덜란드어 사용자와 프랑스어 사용자 간, 즉 지역별 주민들 간의 정치적 대립이 빈번하여 정치적 불안이 야기되는 경우가 잦다 보니 왕명을 통해 정치 상황을 확인하고 조정하는 것은 일반적인 경우다.
11월 7일 그가 속해있던 플란데런 기독민주당은 프랑스어권인 왈롱 지방의 정당과의 협상에 나섰다. 프랑스어권 지역을 대변함과 동시에 중차대한 명분이 걸려 있었기에 아주 중요한 사건이었다. 그러나 거센 반발에 부딪혀 그의 연립 정권 추진은 무산되었고 12월 1일 그는 재차 국왕에게 사직 의사를 밝혔다.
상황이 수그러들 기미를 보이지 않자 12월 21일에는 총선에서 패배한 기 베르호프스타트 전 총리가 이끄는 과도내각 체제로 운영돼, 신임 내각의 출범이 불가피해지는 어려움을 겪었다. 과도 내각 당시 르테름은 부총리직을 수행하면서 고된 나날을 보냈다. 때문에 건강이 악화되어 장출혈 증세를 보여 응급실에 실려가기까지 했다.
결국 여러 차례의 협상 끝에, 2008년 3월 18일 5개의 정당이 합의하여, 새 내각 구성이 완료되었고, 하원에서는 그를 총리로 선출하여 3월 20일 정식으로 총리직에 취임하였다.
그가 총리직에 오르기 전까지 이미 숱한 어려움을 겪은 바 있었으나 길고 긴 협상을 타결짓고, 국왕 알베르 2세에게 각료선언을 마침으로서 정식으로 내각을 수립하게 되었다. 총선 승리 9개월 만에 정식으로 총리직을 수행하게 된 후 많은 기대를 받았으나, 네덜란드어와 프랑스어권 간의 대립을 막지 못했다. 총리로 취임한 지 2개월도 채 되기 전인 5월 초, 연정이 붕괴될 위기에 처한 바 있으며, 7월 14일 사의를 표명하였다. 국왕은 사의를 반려하여 그는 계속 총리직을 유지하였으나, 이후 불거진 금융위기와 관련된 스캔들로 다시 사임 압력을 받게 되었다. 금융위기 여파로 벨기에의 포르티스 은행을 프랑스의 BNP 파리바은행에 매각하는 과정에서 일어난 소송에서 벨기에 정부가 압력을 행사했다는 의혹에 휩싸였다. 이는 사실로 드러났으며, 행정부가 사법부에 대해 압력을 행사한 것은 권력분립 원칙을 훼손한 심각한 일이었으므로, 그는 이 문제에 대한 책임을 지고 12월 20일 내각과 함께 일괄 사표를 제출하였으며, 국왕 알베르 2세는 12월 23일 이를 수용하였다. 집권 5개 정당 연합은 곧이어 헤르만 반롬푀이 하원의장을 후임 총리로 선촐, 르테름은 12월 30일자로 총리직에서 물러났다.
그 후 르테름은 2009년 6월 17일, 헤르만 반롬푀이 정권의 외무장관으로 임명되어 외무장관으로 활동했다.
2009년 11월, 헤르만 판 롬파위 총리가 초대 유럽연합 정상회의 상임의장(통칭 유럽연합 대통령)으로 선출되어 사임하면서 레테름은 총리 자리를 물러받아 11월 25일, 약 11개월 만에 총리직에 복귀했다.